# 地獄の軍団 (コンピュータゲーム)
地獄の軍団（じごくのぐんだん、英:Army Corps of Hell）は、エンタースフィア開発、スクウェア・エニックス発売のPlayStation Vita用アクション・ストラテジービデオゲーム。 
本作は2011年12月17日に日本で発売されたのち、北米・欧州で2012年2月22日に発売された。
本作は流血シーンや暴力シーンが含まれており、ESRBでのレイティングは17歳以上向けのMである。

## システム
本作は魔王となって最大100体のゴブリンを使役して巨大なボスに立ち向かう内容であり、ゴブリンの兵種は戦士・槍兵・魔法使いの3種類に分類され、陣形を汲んだ時の効果は兵種によって異なる。
このうち戦士は攻守のバランスが取れた性能を有しており、敵を捉えて一斉攻撃を仕掛けることができる。槍兵は危険を顧みず突撃する兵種として設定されており、中量級の敵を倒すほどの強力な陣形を組むことができる。また、魔法使いは複数の敵を同時に攻撃することができるほか、陣形を組むと高速で移動することができる。
敵キャラクターに倒されたゴブリンはプレイヤーである魔王が回収することで戦列に復帰するが、放置するとゴブリンは昇天し、二度と戻ってこない。
また、本作では、アイテム使用時にPS Vitaの背面タッチパッドを用いて楽器を演奏する仕組みとなっており、演奏の結果によって効果が変化する。

### マルチプレイ
本作にはマルチプレイヤーモードが含まれており、1〜4人のプレイヤーでプレイ可能である。 
マルチプレイヤーでは、ほかのプレイヤーのゴブリンも回収して自分の軍団に組み込めるため、マルチプレイにおいて1人のプレイヤーが保有可能なゴブリンの最大数が率いることのできる最大数を大幅に上回っている。
また、一部の武器はマルチプレイ向けである

### 冥界ステージ
冥界ステージは、エンディング後に解放される高難易度ステージであり、一度倒した魔神の変異体が登場する。

## 開発

### 企画
本作のプロデューサーである柴貴正は、こまごましたキャラクターが巨大なキャラクターに立ち向かって無残に倒されていく様に楽しみを見出し、本作のコンセプトとした。また、柴は日本国内だけではなく、海外のユーザーもターゲットにしていた。柴がPCの上で試行錯誤を繰り返していたところ、発表されたばかりのPlayStation Vitaの性能がこの企画に合っていると考え、開発に乗り出した。

### セッティング
世界観を地獄にしようと考えた柴は海外のゲームのような濃いビジュアルが必要であると考え、『ロードオブヴァーミリオン』に参加した高村英彰をキャラクターデザイナーに指名した。
オファーを引き受けた高村は、人間の兵士たちがサイクロプスを取り囲む様子が描かれたイメージボードを作成し、柴に提出した。
その後、高村は何枚かイラストを描いて世界観のすり合わせを行った。主人公である魔王はゴブリンたちの指示役という立ち位置であるため、一時は画面上に姿を現さず、神の手のような形で登場させるアイデアもあった。紆余曲折の末に「弱い人」という方向性が最初にたてられ、以降は錬金術師や魔法使いといった要素が取り入れられたものの、細かいところを決めるまでに苦労したと高村は電撃オンラインとのインタビューの中で振り返っている。かわいらしくも残忍なゴブリンが主人公の僕にふさわしいと高村が考えたことにより、世界観にまとまりが生まれた。当初、ゴブリンはマルチプレイ時の混乱を避けるためにプレイヤー別に色分けされていたが、シングルプレイでは1色だけになってしまうことから、色分けは兵種別に変更された。本作のディレクターを務めた丹沢悠一は、兵種別に色分けしたことで見分けがつきやすくなり、印象が大幅に変わったと電撃オンラインとのインタビューの中で述べている。チュートリアルの進行役であるゴブじいは、開発終盤に急遽投入されたキャラクターであり、設定画のつもりで提出したデザインがそのまま通ったという経緯がある。
序盤のボスキャラクターであるギガデモンは高村が最初にデザインしたキャラクターであり、勇ましさと間抜けさが取り入れられている。また、初期案のギガデモンはチュートリアルという意図がより強く打ち出されており、柴は序盤のボスとは思えないほどの強さだったと電撃オンラインとのインタビューの中で振り返っている。
もう一体のボスキャラクターであるクインマウスは、巨大なボスキャラクターというコンセプトのもとで制作された。早い段階からクインマウスは女性として設定されており、人型部分の頭部は王冠のようなデザインとなっている。初期案ではクインマウスそのものをステージにするアイデアもあったが、実現の難しさから見送られた。また、クインマウス戦はその巨体からカメラワークの調整にも時間がかかっており、プログラマーからゲームとしてまとまらないという指摘が寄せられることもあった。
最終的に、クインマウスはギガデモンとは異なる本作の側面を表現したキャラクターとなった。
三体目のボスキャラクターであるベルゼブーンは蠅の王という設定であり、高村の要望によって生み出された。デザインにあたり、高村は現実の蠅にはない貫禄をベルゼブーンに持たせるため、鎧を着せた。ゲームデザインを担当した岡本基は、高村の要望を通す条件として、ボスにふさわしい遊び方の提示を求めたところ、小蠅軍団を率いるというアイデアが提示された。その結果、魔王のゴブリン軍団とベルゼブーンの小蠅軍団とうい対立構造ができ、一発で通った。一方、独特の体型からCGモデルの調整には時間がかかり、バランス調整のために三面図を描いたり、コミカルさと不快感のある表情を出すために蠅の写真を研究するなどの施策がとられた。岡本はモデリングの難航を認めつつも、他のボスキャラクターと比較するとスムーズに決まったと電撃オンラインとのインタビューの中で振り返っている。
高難易度ステージである冥界ステージは単なるやりこみやおまけ以上のものとして位置づけられた。

### マルチプレイの導入
開発初期からマルチプレイの導入が決定しており、役割を決めて遊ぶというよりも、パーティーゲームのような雰囲気で混乱した戦況を楽しめるようにするという方針が立てられた。例えば、別々のプレイヤー同士の陣形が接近した際にゴブリンの数が調整されるというシステムはもともと仲間を助けるために導入されたものだが、これを利用してほかの仲間からゴブリンを奪うこともできる。一方で、マルチプレイではプレイヤー同士が協力することによって遊びやすくなるように調整されている。

### 音楽
ゲームの世界観である地獄を表現するために、ヘビーメタルバンドの楽曲がBGMとして採用された。その一つであるUNITEDの起用は、開発スタッフがバンドメンバーの横山明裕と知り合いだったことがきっかけで実現し、横山を通じてほかのバンドにも声がかけられた結果、最終的に14組のバンドが本作に参加した。一部の楽曲の歌詞には過激な言葉が含まれていたため、横山の提案で、当該箇所に自主規制音や爆音がかぶせられた。

### 販売
柴は4Gamer.netとのインタビューの中で、ハードが市場に出回った後にひっそり出して埋もれるよりも、ハードの発売日に合わせたほうが目立つだろうと話しており、同社初の試みとして、同じくハードでターゲット層が異なる『LORD of APOCALYPSE』とも発売日を合わせたとも話している。

## 反響

### 発売前の反響
柴が4Gamer.netとのインタビューの中で語ったところによると、本作の試遊版が東京ゲームショウ 2011にてプレイアブル出展された際、一瞬で受付終了となったとされている。

### 評価
本作に対する評価は否定寄りの賛否両論であり、平均スコアはGame Informerで4.50/10、Metacriticで57/100だった。GameSpotのTom Mc Sheaは6.5/10の評価を与え、「『地獄の軍団』は悪魔の戦闘という設定を捉えてはいるが、その魅力を維持しようとして繰り返しを多用しすぎている」と述べた。 
4Gamer.netのkyは本作について、「そんなBGM（ヘビーメタル）と相まってか，思った以上にスピーディにゲームが展開していくように感じた。」と評価している。

## 参照資料
1. ↑  Fahey, Mike (2012年2月18日). “Army Corps of Hell: The Kotaku Review”. 2012年4月29日閲覧。
2. 1 2 3 4 5 6  “PS Vita「地獄の軍団」の新情報が明らかに。特徴の異なる3種類のゴブリン軍団をうまく操って魔神を殲滅しよう”. www.4gamer.net.   Aetas (2011年10月28日). 2019年12月10日閲覧。
3. 1 2 3 4  “魔王みずから『地獄の軍団』の魅力を語る！？【PS Vitaクリエイターインタビュー】”. ファミ通.com (2011年12月13日). 2019年12月10日閲覧。
4. ↑  “Army Corps of Hell Review About This Game”.   IGN Entertainment, Inc. 2013年3月11日閲覧。
5. 1 2  “「地獄の軍団」，ほかのプレイヤーのゴブリンを奪える「マルチプレイ」とクリア後のお楽しみ「冥界ステージ」を紹介。各要素のムービーも4GamerにUp”. www.4gamer.net.   Aetas (2011年12月12日). 2019年12月11日閲覧。
6. 1 2 3 4  電撃オンライン (2011年12月18日). “【地獄の軍団 集中連載 Vol.7】ここまで言っちゃう!? インタビューで飛び出した『地獄の軍団』の××!! (3ページ目)”. 電撃オンライン. 2019年12月11日閲覧。
7. 1 2 3  電撃オンライン (2011年12月14日). “【地獄の軍団 集中連載 Vol.3】え？ こんな魔王様もいたの!? インタビューでキャラクター誕生秘話を公開！（3ページ目）”. 電撃オンライン. 2019年12月11日閲覧。
8. 1 2 3  “PS Vitaの影の話題作，スクウェア・エニックス「地獄の軍団」開発陣と，ウワサの“魔王”様に，本作の魅力と開発秘話を聞いた”. www.4gamer.net.   Aetas (2011年12月17日). 2019年12月11日閲覧。
9. 1 2 3 4 5 6 7  電撃オンライン (2011年12月14日). “【地獄の軍団 集中連載 Vol.3】え？ こんな魔王様もいたの!? インタビューでキャラクター誕生秘話を公開！（2ページ目）”. 電撃オンライン. 2019年12月11日閲覧。
10. 1 2 3 4 5 6 7  “【地獄の軍団 集中連載 Vol.4】キャラクター誕生秘話の後編をお届け！ で、サチコさんって誰よ!?”. 電撃オンライン.   電撃オンライン (2011年12月15日). 2019年12月11日閲覧。
11. 1 2 3 4 5 6 7  電撃オンライン (2011年12月18日). “【地獄の軍団 集中連載 Vol.7】ここまで言っちゃう!? インタビューで飛び出した『地獄の軍団』の××!! (2ページ目)”. 電撃オンライン. 2019年12月11日閲覧。
12. 1 2  電撃オンライン (2011年12月16日). “【地獄の軍団 集中連載 Vol.5】これが地獄の楽曲だ！ 伝説のメタルバンドにインタビュー!!　（2ページ目）”. 電撃オンライン. 2019年12月10日閲覧。
13. ↑  “Army Corps of Hell Reviews”. Metacritic. 2016年7月3日閲覧。
14. ↑  North, Dale (2012年2月14日). “Review: Army Corps of Hell”.   Destructoid. 2016年7月3日閲覧。
15. ↑  Ryckert, Dan (2012年2月14日). “Army Corps of Hell”.   Game Informer. 2016年7月3日閲覧。
16. ↑  Mc Shea, Tom (2012年2月28日). “Army Corps of Hell Review”.   GameSpot. 2016年7月3日閲覧。
17. ↑  Hopper, Steven (2012年2月14日). “Army Corps of Hell Review”.   IGN. 2016年7月3日閲覧。
18. ↑  Rubens, Alex (2012年2月23日). “Army Corps of Hell”.   G4TV. 2016年7月3日閲覧。
19. ↑  Mc Shea, Tom (2012年2月28日). “Army Corps of Hell: GameSpot”. 2019年12月9日閲覧。
20. ↑  Inc, Aetas. “魔王の無慈悲な言葉と熱いBGMにしびれる。PS Vita「地獄の軍団」のインプレッションを掲載”. www.4gamer.net. 2019年12月11日閲覧。